# (36294) 2000 GS152
2000 GS152 (asteroide 36294) é um asteroide da cintura principal. Possui uma excentricidade de 0.21104650 e uma inclinação de 23.40697º. Este asteroide foi descoberto no dia 6 de abril de 2000 por LINEAR em Socorro.